# Primera División femenina de fútbol sala 2005-06
La temporada 2005-06 de Primera División es la 12.ª edición de la máxima categoría de la Liga Nacional de Fútbol Sala Femenina de España. La competición se disputa anualmente, empezó el 24 de septiembre de 2005, y terminó 3 de junio de 2006.
La Primera División consta de un grupo único integrado por dieciséis equipos. Siguiendo un sistema de liga, los dieciséis equipos se enfrentan todos contra todos en dos ocasiones -una en campo propio y otra en campo contrario- sumando un total de 30 jornadas. El orden de los encuentros se decide por sorteo antes de empezar la competición. La clasificación final se establece con arreglo a los puntos totales obtenidos por cada equipo al finalizar el campeonato. Los equipos obtienen tres puntos por cada partido ganado, un punto por cada empate y ningún punto por los partidos perdidos. El equipo que más puntos sume al final del campeonato será proclamado campeón de Liga y los que finalizan en las tres últimas posiciones descienden de categoría.
El Femesala Elche es el equipo defensor del título, y el Goierri Urretxu, Valdetires Meirás y Cabanyal descendieron de categoría y su plaza fue ocupada por los equipos de Cajasur Córdoba, Majadahonda, Valencia FFS.

## Información de los equipos
| Club                   | Ciudad        | Comunidad Autónoma   | Entrenador/a      | Pabellón             | Aforo |
| ---------------------- | ------------- | -------------------- | ----------------- | -------------------- | ----- |
| Femesala Elche         | Elche         | Comunidad Valenciana | Ángel Ibáñez      | Esperanza Lag        | 1.814 |
| Futsi Navalcarnero     | Navalcarnero  | Comunidad de Madrid  | David Pasero      | La Estación          | 1.500 |
| UCAM El Pozo Murcia    | Murcia        | Región de Murcia     | Joaquín Peñaranda | Príncipe de Asturias | 3.000 |
| Tecnocasa Móstoles     | Móstoles      | Comunidad de Madrid  | Ángel Saiz        | Villafontana         | 450   |
| AD Teldeportivo        | Telde         | Canarias             | Vicente Vega      | Paco Artiles         |       |
| Mainfer Zaragoza       | Zaragoza      | Aragón               | Víctor Poso       | Delicias             |       |
| Kettal Fuenlabrada     | Fuenlabrada   | Comunidad de Madrid  | Richi de Souza    | El Trigal            |       |
| VP Soto del Real       | Soto del Real | Comunidad de Madrid  | Carlos Pulido     | Mun. Soto del Real   |       |
| C.D. Ourense           | Orense        | Galicia              | Toño Rivas        | Os Remedios          | 2.500 |
| Hegoalde KE            | Tolosa        | País Vasco           |                   | Usabal               |       |
| Finques Cadí Gironella | Gironella     | Cataluña             | Sofía Amado       | Mun. Gironella       |       |
| Diamante Rioja         | Logroño       | La Rioja             | Cuchi Jiménez     | Gonzalo de Berceo    |       |
| Arturo Eyres           | Valladolid    | Castilla y León      | Paco Mellado      | Parquesol            |       |
| Cajasur Córdoba        | Córdoba       | Andalucía            | Javier Tienda     | Valdeolleros         |       |
| Majadahonda Afar 4     | Majadahonda   | Comunidad de Madrid  |                   | La Granadilla        | 200   |
| Valencia FFS           | Valencia      | Comunidad Valenciana |                   | Marni                |       |

### Cambios de entrenadores
| Equipo             | Entrenador (Jornadas)    | Fecha de vacante        | Posición en la tabla | Entrenador entrante      | Fecha de nombramiento   |
| ------------------ | ------------------------ | ----------------------- | -------------------- | ------------------------ | ----------------------- |
| Mainfer Zaragoza   | Víctor Poso (1-8)        | 21 de noviembre de 2005 |                      | Alfonso Rodríguez (9- )  | 23 de noviembre de 2005 |
| Kettal Fuenlabrada | Richi de Souza (1-9)     | 29 de noviembre de 2005 |                      | Juan María Arias (9- )   | 1 de diciembre de 2005  |
| AD Teldeportivo    | Vicente Vega (1-11)      | 12 de diciembre de 2005 |                      | Pepe Arencibia (13- )    | 3 de enero de 2006      |
| Hegoalde Tolosa    | Mikel Larrea (1-15)      | 23 de enero de 2006     |                      | Vicky Amilibia (16- )    | 26 de enero de 2006     |
| VP Soto del Real   | Carlos Pulido (1-16)     | 31 de enero de 2006     |                      | Olga Adrados (17- )      | 2 de febrero de 2006    |
| Femesala Elche     | Ángel Ibáñez (1-16)      | 31 de enero de 2006     |                      | Ricardo Ladriñán (17- )  | 2 de febrero de 2006    |
| C.D. Ourense       | Toño Rivas (1-16)        | 31 de enero de 2006     |                      | Gonzalo Iglesias (17-27) | 2 de febrero de 2006    |
| C.D. Ourense       | Gonzalo Iglesias (17-27) | 8 de mayo de 2006       |                      | Manolo Codeso (28-30)    | 10 de mayo de 2006      |

## Equipos por comunidad autónoma
| Comunidad autónoma   | N.º | Equipos                                                                                         |
| -------------------- | --- | ----------------------------------------------------------------------------------------------- |
| Comunidad de Madrid  | 5   | Futsi Navalcarnero, Tecnocasa Móstoles, Kettal Fuenlabrada VP Soto del Real Majadahonda Afar 4. |
| Comunidad Valenciana | 2   | Femesala Elche Valencia FFS.                                                                    |
| Región de Murcia     | 1   | UCAM El Pozo Murcia.                                                                            |
| Canarias             | 1   | AD Teldeportivo.                                                                                |
| Aragón               | 1   | Mainfer Zaragoza.                                                                               |
| Galicia              | 1   | C.D. Ourense.                                                                                   |
| País Vasco           | 1   | Hegoalde KE.                                                                                    |
| Cataluña             | 1   | Finques Cadí Gironella.                                                                         |
| La Rioja             | 1   | Diamante Rioja.                                                                                 |
| Castilla y León      | 1   | Arturo Eyres.                                                                                   |
| Andalucía            | 1   | Cajasur Córdoba.                                                                                |

## Clasificación
|                                          |     | Equipos                | PJ | G  | E | P  | GF  | GC  | Dif. | Pts. |
| ---------------------------------------- | --- | ---------------------- | -- | -- | - | -- | --- | --- | ---- | ---- |
|                                          | 1.  | Tecnocasa Móstoles     | 30 | 26 | 0 | 4  | 175 | 84  | +91  | 78   |
|                                          | 2.  | Futsi Navalcarnero     | 30 | 24 | 3 | 3  | 166 | 76  | +90  | 75   |
|                                          | 3.  | UCAM Murcia            | 30 | 20 | 6 | 4  | 142 | 86  | +56  | 66   |
|                                          | 4.  | Femesala Elche         | 30 | 16 | 7 | 7  | 150 | 89  | +61  | 55   |
|                                          | 5.  | Mainfer Zaragoza       | 30 | 13 | 6 | 11 | 102 | 112 | -10  | 45   |
|                                          | 6.  | Kettal Fuenlabrada     | 30 | 12 | 8 | 10 | 101 | 97  | +4   | 44   |
|                                          | 7.  | Preconte Telde         | 30 | 12 | 5 | 13 | 112 | 103 | +9   | 41   |
|                                          | 8.  | Hegoalde KE            | 30 | 13 | 2 | 15 | 104 | 112 | -8   | 41   |
|                                          | 9.  | Cajasur Córdoba        | 30 | 9  | 9 | 12 | 98  | 105 | -7   | 36   |
|                                          | 10. | Finques Cadí Gironella | 30 | 10 | 5 | 15 | 92  | 113 | -21  | 35   |
|                                          | 11. | Arturo Eyres           | 30 | 9  | 7 | 14 | 93  | 117 | -24  | 34   |
|                                          | 12. | Diamante Rioja         | 30 | 10 | 2 | 18 | 97  | 125 | -28  | 32   |
|                                          | 13. | VP Soto del Real       | 30 | 10 | 1 | 19 | 92  | 140 | -48  | 31   |
|                                          | 14. | CD Ourense             | 30 | 8  | 6 | 16 | 67  | 115 | -48  | 30   |
|                                          | 15. | Majadahonda Afar 4     | 30 | 7  | 4 | 19 | 117 | 179 | -62  | 25   |
|                                          | 16. | Valencia FFS           | 30 | 5  | 1 | 24 | 68  | 123 | -55  | 16   |
| Última actualización: 3 de junio de 2006 |     |                        |    |    |   |    |     |     |      |      |

|  | Campeón de Liga                       |
|  | Descendido a Segunda División 2006-07 |

|                                       |
| Bandera de la Comunidad de Madrid     |
| Campeón Tecnocasa Móstoles 2.º título |

## Resultados
Los horarios corresponden a la CET (Hora Central Europea) UTC+1 en horario estándar y UTC+2 en horario de verano para los partidos disputados en la peninsula y UTC+0 en horario estándar y UTC+1 en horario de verano para los partidos disputados en las Islas Canarias.
| Soto del Real      | 0 - 8  | Futsi Navalcarnero | 24 de septiembre | 17:30        | Mun. Soto Real    | 100 |
| Valencia           | 1 - 3  | Gironella          | 24 de septiembre | 18:00        | Marni             | 100 |
| Majadahonda Afar 4 | 5 - 10 | Tecnocasa Móstoles | 24 de septiembre | 18:00        | La Granadilla     | 100 |
| Diamante Rioja     | 2 - 4  | UCAM Murcia        | 24 de septiembre | 18:00        | Gonzalo Berceo    | 100 |
| Mainfer Zaragoza   | 4 - 4  | Femesala Elche     | 24 de septiembre | 18:00        | Delicias Bombarda | 150 |
| Preconte Telde     | 5 - 2  | Ourense            | 24 de septiembre | 18:00 (h.i.) | Paco Artiles      | 150 |
| Cajasur Córdoba    | 1 - 1  | Hegoalde KE        | 24 de septiembre | 18:30        | Valdeolleros      | 200 |
| Kettal Fuenlabrada | 4 - 1  | Arturo Eyres       | 24 de septiembre | 19:00        | El Trigal         | 200 |

| Ourense            | 0 - 5  | Mainfer Zaragoza   | 1 de octubre | 17:00 | Los Remedios     | 100 |
| Gironella          | 2 - 2  | Preconte Telde     | 1 de octubre | 17:15 | Mun. Gironella   | 200 |
| Futsi Navalcarnero | 10 - 3 | Majadahonda Afar 4 | 1 de octubre | 18:00 | La Estación      | 150 |
| Hegoalde KE        | 5 - 4  | Diamante Rioja     | 1 de octubre | 18:00 | Usabal           |     |
| Tecnocasa Móstoles | 6 - 3  | Valencia           | 1 de octubre | 18:15 | Villafontana     | 160 |
| UCAM Murcia        | 2 - 2  | Kettal Fuenlabrada | 1 de octubre | 18:30 | Cabezo de Torres | 200 |
| Femesala Elche     | 7 - 1  | Cajasur Córdoba    | 1 de octubre | 18:30 | Esperanza Lag    | 150 |
| Arturo Eyres       | 5 - 4  | Soto del Real      | 2 de octubre | 12:30 | Parquesol        | 150 |

| Ourense            | 3 - 4  | Gironella          | 8 de octubre | 17:00       | Los Remedios      | 100 |
| Valencia           | 4 - 5  | Futsi Navalcarnero | 8 de octubre | 18:00       | Marni             | 200 |
| Majadahonda Afar 4 | 4 - 1  | Arturo Eyres       | 8 de octubre | 18:00       | La Granadilla     | 100 |
| Diamante Rioja     | 2 - 8  | Femesala Elche     | 8 de octubre | 18:00       | Gonzalo Berceo    | 200 |
| Mainfer Zaragoza   | 3 - 2  | Cajasur Córdoba    | 8 de octubre | 18:00       | Delicias Bombarda | 150 |
| Preconte Telde     | 4 - 3  | Tecnocasa Móstoles | 8 de octubre | 18:00 (h.i) | Paco Artiles      | 300 |
| Soto del Real      | 6 - 11 | UCAM Murcia        | 8 de octubre | 19:00       | Mun. Soto Real    | 100 |
| Kettal Fuenlabrada | 6 - 2  | Hegoalde KE        | 8 de octubre | 19:00       | El Trigal         | 200 |

| Gironella          | 5 - 3 | Mainfer Zaragoza   | 15 de octubre | 17:00 | Mun. Gironella       | 500 |
| Futsi Navalcarnero | 6 - 2 | Preconte Telde     | 15 de octubre | 18:00 | La Estación          | 100 |
| Hegoalde KE        | 4 - 1 | Soto del Real      | 15 de octubre | 18:00 | Usabal               | 100 |
| Tecnocasa Móstoles | 8 - 1 | Ourense            | 15 de octubre | 18:15 | Villafontana         | 300 |
| Femesala Elche     | 4 - 4 | Kettal Fuenlabrada | 15 de octubre | 18:30 | Esperanza Lag        | 150 |
| Cajasur Córdoba    | 4 - 1 | Diamante Rioja     | 15 de octubre | 19:30 | Valdeolleros         | 100 |
| Arturo Eyres       | 4 - 2 | Valencia           | 16 de octubre | 12:30 | Parquesol            | 150 |
| UCAM Murcia        | 5 - 3 | Majadahonda Afar 4 | 16 de octubre | 13:15 | Príncipe de Asturias | 100 |

| Ourense            | 0 - 6 | Futsi Navalcarnero | 22 de octubre | 17:00       | Los Remedios      | 200 |
| Gironella          | 2 - 9 | Tecnocasa Móstoles | 22 de octubre | 18:00       | Mun. Gironella    | 300 |
| Valencia           | 0 - 4 | UCAM Murcia        | 22 de octubre | 18:00       | Marni             | 100 |
| Majadahonda Afar 4 | 6 - 4 | Hegoalde KE        | 22 de octubre | 18:00       | La Granadilla     | 100 |
| Mainfer Zaragoza   | 1 - 2 | Diamante Rioja     | 22 de octubre | 18:00       | Delicias Bombarda | 200 |
| Preconte Telde     | 3 - 3 | Arturo Eyres       | 22 de octubre | 18:00 (h.i) | Paco Artiles      | 150 |
| Soto del Real      | 6 - 5 | Femesala Elche     | 22 de octubre | 19:00       | Mun. Soto Real    | 150 |
| Kettal Fuenlabrada | 5 - 1 | Cajasur Córdoba    | 22 de octubre | 19:00       | El Trigal         | 300 |

| Hegoalde KE        | 6 - 2 | Valencia           | 29 de octubre | 16:00 | Majori Kirodelgia | 50  |
| Femesala Elche     | 7 - 5 | Majadahonda Afar 4 | 29 de octubre | 17:15 | Carrus            | 200 |
| UCAM Murcia        | 3 - 0 | Preconte Telde     | 29 de octubre | 18:00 | Cabezo de Torres  | 120 |
| Futsi Navalcarnero | 7 - 0 | Gironella          | 29 de octubre | 18:00 | La Estación       | 150 |
| Cajasur Córdoba    | 4 - 7 | Soto del Real      | 29 de octubre | 18:00 | Guadalquivir      | 200 |
| Diamante Rioja     | 3 - 2 | Kettal Fuenlabrada | 29 de octubre | 18:00 | Gonzalo Berceo    | 200 |
| Tecnocasa Móstoles | 7 - 3 | Mainfer Zaragoza   | 29 de octubre | 20:45 | Los Rosales       | 100 |
| Arturo Eyres       | 1 - 1 | Ourense            | 30 de octubre | 12:30 | Parquesol         | 150 |

| Gironella          | 0 - 5 | Arturo Eyres       | 12 de noviembre | 17:00        | Mun. Gironella    | 200 |
| Ourense            | 2 - 9 | UCAM Murcia        | 12 de noviembre | 17:00        | Los Remedios      | 100 |
| Soto del Real      | 7 - 5 | Diamante Rioja     | 12 de noviembre | 17:00        | Mun. Soto Real    | 150 |
| Valencia           | 3 - 4 | Femesala Elche     | 12 de noviembre | 18:00        | Marni             | 150 |
| Mainfer Zaragoza   | 4 - 7 | Kettal Fuenlabrada | 12 de noviembre | 18:00        | Delicias Bombarda | 400 |
| Preconte Telde     | 5 - 1 | Hegoalde KE        | 12 de noviembre | 18:00 (h.i.) | Paco Artiles      | 150 |
| Tecnocasa Móstoles | 3 - 4 | Futsi Navalcarnero | 12 de noviembre | 18:15        | Villafontana      | 500 |
| Majadahonda Afar 4 | 5 - 5 | Cajasur Córdoba    | 12 de noviembre | 19:00        | La Granadilla     | 100 |

| Futsi Navalcarnero | 4 - 4 | Mainfer Zaragoza   | 19 de noviembre | 18:00 | La Estación          | 300 |
| Hegoalde KE        | 2 - 5 | Ourense            | 19 de noviembre | 18:00 | Usabal               | 50  |
| Femesala Elche     | 6 - 1 | Preconte Telde     | 19 de noviembre | 18:30 | Esperanza Lag        | 150 |
| Cajasur Córdoba    | 4 - 1 | Valencia           | 19 de noviembre | 18:30 | Valdeolleros         | 150 |
| Kettal Fuenlabrada | 3 - 3 | Soto del Real      | 19 de noviembre | 19:00 | El Trigal            | 200 |
| Diamante Rioja     | 7 - 6 | Majadahonda Afar 4 | 20 de noviembre | 12:00 | Gonzalo Berceo       | 300 |
| UCAM Murcia        | 5 - 4 | Gironella          | 20 de noviembre | 12:00 | Príncipe de Asturias | 130 |
| Arturo Eyres       | 3 - 4 | Tecnocasa Móstoles | 20 de noviembre | 12:30 | Parquesol            | 100 |

| Mainfer Zaragoza   | 1 - 3  | Soto del Real      | 26 de noviembre | 16:00        | Delicias Bombarda | 250 |
| Gironella          | 2 - 1  | Hegoalde KE        | 26 de noviembre | 17:00        | Mun. Gironella    | 250 |
| Ourense            | 2 - 8  | Femesala Elche     | 26 de noviembre | 17:00        | Los Remedios      | 250 |
| Futsi Navalcarnero | 10 - 1 | Arturo Eyres       | 26 de noviembre | 18:00        | La Estación       | 150 |
| Valencia           | 3 - 1  | Diamante Rioja     | 26 de noviembre | 18:00        | Marni             | 100 |
| Preconte Telde     | 1 - 1  | Cajasur Córdoba    | 26 de noviembre | 18:00 (h.i.) | Paco Artiles      | 100 |
| Tecnocasa Móstoles | 6 - 4  | UCAM Murcia        | 26 de noviembre | 18:15        | Villafontana      | 350 |
| Majadahonda Afar 4 | 3 - 3  | Kettal Fuenlabrada | 27 de noviembre | 12:30        | La Granadilla     | 100 |

| Hegoalde KE        | 3 - 5 | Tecnocasa Móstoles | 3 de diciembre | 18:00 | Usabal               | 150 |
| Diamante Rioja     | 4 - 5 | Preconte Telde     | 3 de diciembre | 18:00 | Gonzalo de Berceo    | 300 |
| Cajasur Córdoba    | 4 - 4 | Ourense            | 3 de diciembre | 18:30 | Valdeolleros         | 150 |
| Kettal Fuenlabrada | 4 - 1 | Valencia           | 3 de diciembre | 19:00 | Trigal               | 200 |
| Soto del Real      | 3 - 6 | Majadahonda Afar 4 | 3 de diciembre | 19:00 | Mun. Soto Real       | 100 |
| Femesala Elche     | 3 - 3 | Gironella          | 3 de diciembre | 19:30 | Esperanza Lag        | 200 |
| Arturo Eyres       | 4 - 5 | Mainfer Zaragoza   | 4 de diciembre | 12:30 | Parquesol            | 150 |
| UCAM Murcia        | 5 - 5 | Futsi Navalcarnero | 4 de diciembre | 13:15 | Príncipe de Asturias | 300 |

| Ourense            | 4 - 4 | Diamante Rioja     | 10 de diciembre | 17:00        | Los Remedios      | 200 |
| Futsi Navalcarnero | 6 - 2 | Hegoalde KE        | 10 de diciembre | 18:00        | La Estación       | 150 |
| Gironella          | 5 - 6 | Cajasur Córdoba    | 10 de diciembre | 18:00        | Mun. Gironella    | 250 |
| Valencia           | 4 - 1 | Soto del Real      | 10 de diciembre | 18:00        | Marni             | 100 |
| Mainfer Zaragoza   | 3 - 5 | Majadahonda Afar 4 | 10 de diciembre | 18:00        | Delicias Bombarda | 150 |
| Preconte Telde     | 3 - 6 | Kettal Fuenlabrada | 10 de diciembre | 18:00 (h.i.) | Paco Artiles      | 100 |
| Tecnocasa Móstoles | 4 - 9 | Femesala Elche     | 10 de diciembre | 18:15        | Villafontana      | 250 |
| Arturo Eyres       | 3 - 3 | UCAM Murcia        | 11 de diciembre | 12:30        | Parquesol         | 100 |

| Hegoalde KE        | 3 - 2  | Arturo Eyres       | 17 de diciembre | 18:00 | Usabal               | 300 |
| Majadahonda Afar 4 | 6 - 4  | Valencia           | 17 de diciembre | 18:00 | La Granadilla        | 100 |
| UCAM Murcia        | 8 - 3  | Mainfer Zaragoza   | 17 de diciembre | 18:30 | Príncipe de Asturias | 120 |
| Cajasur Córdoba    | 2 - 5  | Tecnocasa Móstoles | 17 de diciembre | 18:30 | Guadalquivir         | 150 |
| Kettal Fuenlabrada | 4 - 2  | Ourense            | 17 de diciembre | 19:00 | El Trigal            | 200 |
| Soto del Real      | 1 - 10 | Preconte Telde     | 17 de diciembre | 19:00 | Mun. Soto Real       | 100 |
| Femesala Elche     | 2 - 3  | Futsi Navalcarnero | 17 de diciembre | 19:30 | Esperanza Lag        | 350 |
| Diamante Rioja     | 6 - 3  | Gironella          | 18 de diciembre | 12:00 | Pal. Deportes        | 200 |

| Ourense            | 4 - 1 | Soto del Real      | 7 de enero | 17:00        | Los Remedios         | 200 |
| Futsi Navalcarnero | 4 - 3 | Cajasur Córdoba    | 7 de enero | 18:00        | La Estación          | 200 |
| Gironella          | 5 - 3 | Kettal Fuenlabrada | 7 de enero | 18:00        | Mun. Gironella       | 300 |
| Mainfer Zaragoza   | 7 - 2 | Valencia           | 7 de enero | 18:00        | Delicias Bombarda    | 150 |
| Preconte Telde     | 8 - 1 | Majadahonda Afar 4 | 7 de enero | 18:00 (h.i.) | Paco Artiles         | 200 |
| Tecnocasa Móstoles | 4 - 2 | Diamante Rioja     | 7 de enero | 18:15        | Villafontana         | 130 |
| UCAM Murcia        | 6 - 3 | Hegoalde KE        | 8 de enero | 12:30        | Príncipe de Asturias | 100 |
| Arturo Eyres       | 3 - 3 | Femesala Elche     | 8 de enero | 12:30        | Parquesol            | 150 |

| Valencia           | 4 - 5 | Preconte Telde     | 14 de enero | 16:00 | Marni                  | 100 |
| Mainfer Zaragoza   | 6 - 2 | Hegoalde KE        | 14 de enero | 18:00 | Delicias Bombarda      | 350 |
| Soto del Real      | 2 - 1 | Gironella          | 14 de enero | 18:00 | Mun. Soto Real         | 100 |
| Cajasur Córdoba    | 7 - 2 | Arturo Eyres       | 14 de enero | 19:00 | Guadalquivir           | 150 |
| Kettal Fuenlabrada | 2 - 4 | Tecnocasa Móstoles | 14 de enero | 19:00 | El Trigal              | 350 |
| Femesala Elche     | 2 - 3 | UCAM Murcia        | 15 de enero | 12:00 | Esperanza Lag          | 500 |
| Diamante Rioja     | 5 - 6 | Futsi Navalcarnero | 15 de enero | 12:00 | Bretón de los Herreros | 300 |
| Majadahonda Afar 4 | 7 - 3 | Ourense            | 15 de enero | 12:00 | La Granadilla          | 100 |

| Ourense            | 3 - 1 | Valencia           | 21 de enero | 17:00        | Los Remedios         | 100 |
| Hegoalde KE        | 2 - 2 | Femesala Elche     | 21 de enero | 18:00        | Usabal               | 200 |
| Futsi Navalcarnero | 3 - 3 | Kettal Fuenlabrada | 21 de enero | 18:00        | La Estación          | 250 |
| Gironella          | 8 - 3 | Majadahonda Afar 4 | 21 de enero | 18:00        | Mun. Gironella       | 500 |
| Preconte Telde     | 3 - 3 | Mainfer Zaragoza   | 21 de enero | 18:00 (h.i.) | Paco Artiles         | 150 |
| Tecnocasa Móstoles | 4 - 1 | Soto del Real      | 21 de enero | 18:15        | Villafontana         | 200 |
| Arturo Eyres       | 6 - 4 | Diamante Rioja     | 22 de enero | 12:30        | Parquesol            | 200 |
| UCAM Murcia        | 3 - 2 | Cajasur Córdoba    | 22 de enero | 13:15        | Príncipe de Asturias | 150 |

| Ourense            | 1 - 5  | Preconte Telde     | 28 de enero | 17:00 | Los Remedios         | 150 |
| Gironella          | 5 - 2  | Valencia           | 28 de enero | 18:00 | Mun. Gironella       | 400 |
| Futsi Navalcarnero | 10 - 0 | Soto del Real      | 28 de enero | 18:00 | La Estación          | 100 |
| Hegoalde KE        | 5 - 3  | Cajasur Córdoba    | 28 de enero | 18:00 | Usabal               | 250 |
| Tecnocasa Móstoles | 12 - 3 | Majadahonda Afar 4 | 28 de enero | 18:15 | Villafontana         | 150 |
| Femesala Elche     | 1 - 5  | Mainfer Zaragoza   | 29 de enero | 11:30 | Esperanza Lag        | 200 |
| UCAM Murcia        | 4 - 2  | Diamante Rioja     | 29 de enero | 12:00 | Príncipe de Asturias | 200 |
| Arturo Eyres       | 3 - 5  | Kettal Fuenlabrada | 29 de enero | 12:30 | Parquesol            | 100 |

| Soto del Real      | 3 - 4 | Arturo Eyres       | 4 de febrero | 17:30        | Mun. Soto Real    | 50  |
| Mainfer Zaragoza   | 4 - 4 | Ourense            | 4 de febrero | 18:00        | Delicias Bombarda | 350 |
| Valencia           | 1 - 5 | Tecnocasa Móstoles | 4 de febrero | 18:00        | Marni             | 100 |
| Diamante Rioja     | 4 - 2 | Hegoalde KE        | 4 de febrero | 18:00        | Pal. Deportes     | 200 |
| Preconte Telde     | 6 - 4 | Gironella          | 4 de febrero | 18:00 (h.i.) | Paco Artiles      | 100 |
| Majadahonda Afar 4 | 2 - 8 | Futsi Navalcarnero | 4 de febrero | 19:00        | La Granadilla     | 100 |
| Kettal Fuenlabrada | 1 - 5 | UCAM Murcia        | 4 de febrero | 19:00        | El Trigal         | 200 |
| Cajasur Córdoba    | 1 - 1 | Femesala Elche     | 4 de febrero | 19:00        | Guadalquivir      | 200 |

| Gironella          | 4 - 1  | Ourense            | 18 de febrero | 18:00 | Mun. Gironella       | 300 |
| Futsi Navalcarnero | 2 - 1  | Valencia           | 18 de febrero | 18:00 | La Estación          | 200 |
| Tecnocasa Móstoles | 7 - 3  | Preconte Telde     | 18 de febrero | 18:15 | Villafontana         | 300 |
| Femesala Elche     | 8 - 1  | Diamante Rioja     | 18 de febrero | 18:30 | Esperanza Lag        | 150 |
| Cajasur Córdoba    | 1 - 2  | Mainfer Zaragoza   | 18 de febrero | 18:30 | Valdeolleros         | 150 |
| Hegoalde KE        | 5 - 0  | Kettal Fuenlabrada | 19 de febrero | 12:00 | Usabal               | 50  |
| Arturo Eyres       | 10 - 6 | Majadahonda Afar 4 | 19 de febrero | 12:30 | Parquesol            | 100 |
| UCAM Murcia        | 6 - 3  | Soto del Real      | 19 de febrero | 13:15 | Príncipe de Asturias | 150 |

| Mainfer Zaragoza   | 3 - 2 | Gironella          | 25 de febrero | 16:00        | Delicias Bombarda | 250 |
| Diamante Rioja     | 3 - 5 | Cajasur Córdoba    | 25 de febrero | 16:00        | Pal. Deportes     | 100 |
| Ourense            | 3 - 6 | Tecnocasa Móstoles | 25 de febrero | 17:00        | Los Remedios      | 150 |
| Kettal Fuenlabrada | 2 - 6 | Femesala Elche     | 25 de febrero | 17:00        | Loranca           | 200 |
| Valencia           | 3 - 3 | Arturo Eyres       | 25 de febrero | 18:00        | Marni             | 100 |
| Soto del Real      | 6 - 8 | Hegoalde KE        | 25 de febrero | 18:00        | Mun. Soto Real    | 50  |
| Preconte Telde     | 1 - 5 | Futsi Navalcarnero | 25 de febrero | 18:00 (h.i.) | Paco Artiles      | 300 |
| Majadahonda Afar 4 | 1 - 8 | UCAM Murcia        | 25 de febrero | 19:00        | La Granadilla     | 50  |

| Futsi Navalcarnero | 5 - 0 | Ourense            | 4 de marzo | 18:00 | La Estación      | 100 |
| Tecnocasa Móstoles | 5 - 0 | Gironella          | 4 de marzo | 18:15 | Villafontana     | 150 |
| Cajasur Córdoba    | 2 - 3 | Kettal Fuenlabrada | 4 de marzo | 19:00 | Guadalquivir     | 150 |
| Femesala Elche     | 3 - 2 | Soto del Real      | 4 de marzo | 19:30 | Esperanza Lag    | 300 |
| Diamante Rioja     | 2 - 6 | Mainfer Zaragoza   | 5 de marzo | 12:00 | Pal. Deportes    | 150 |
| UCAM Murcia        | 5 - 2 | Valencia           | 5 de marzo | 12:00 | Cabezo de Torres | 100 |
| Hegoalde KE        | 4 - 0 | Majadahonda Afar 4 | 5 de marzo | 12:00 | Usabal           | 500 |
| Arturo Eyres       | 3 - 2 | Preconte Telde     | 5 de marzo | 12:30 | Parquesol        | 150 |

| Gironella          | 3 - 6  | Futsi Navalcarnero | 18 de marzo | 17:00        | Mun. Gironella     | 300 |
| Soto del Real      | 1 - 5  | Cajasur Córdoba    | 18 de marzo | 17:00        | Mun. Soto del Real | 100 |
| Valencia           | 5 - 0  | Hegoalde KE        | 18 de marzo | 18:00        | Marni              | 50  |
| Preconte Telde     | 3 - 5  | UCAM Murcia        | 18 de marzo | 18:00 (h.i.) | Paco Artiles       | 100 |
| Majadahonda Afar 4 | 5 - 15 | Femesala Elche     | 18 de marzo | 19:00        | La Granadilla      | 100 |
| Kettal Fuenlabrada | 3 - 3  | Diamante Rioja     | 18 de marzo | 19:00        | Trigal             | 200 |
| Mainfer Zaragoza   | 2 - 13 | Tecnocasa Móstoles | 19 de marzo | 11:45        | La Granja          | 400 |
| Ourense            | 5 - 1  | Arturo Eyres       | 19 de marzo | 17:00        | Los Remedios       | 300 |

| Diamante Rioja     | 5 - 2 | Soto del Real      | 25 de marzo | 16:00 | Pal. Deportes    | 200 |
| Hegoalde KE        | 9 - 5 | Preconte Telde     | 25 de marzo | 18:00 | Usabal           |     |
| Cajasur Córdoba    | 4 - 4 | Majadahonda Afar 4 | 25 de marzo | 18:30 | Valdeolleros     | 150 |
| Futsi Navalcarnero | 3 - 4 | Tecnocasa Móstoles | 25 de marzo | 19:00 | La Estación      | 300 |
| Kettal Fuenlabrada | 4 - 5 | Mainfer Zaragoza   | 25 de marzo | 19:00 | El Trigal        | 250 |
| Femesala Elche     | 3 - 1 | Valencia           | 25 de marzo | 19:30 | Esperanza Lag    | 200 |
| Arturo Eyres       | 3 - 2 | Gironella          | 26 de marzo | 12:30 | Parquesol        | 300 |
| UCAM Murcia        | 6 - 0 | Ourense            | 26 de marzo | 13:30 | Cabezo de Torres | 150 |

| Soto del Real      | 3 - 5 | Kettal Fuenlabrada | 1 de abril | 17:00       | Mun. Soto Real    | 250 |
| Mainfer Zaragoza   | 3 - 7 | Futsi Navalcarnero | 1 de abril | 18:00       | Delicias Bombarda | 150 |
| Gironella          | 1 - 1 | UCAM Murcia        | 1 de abril | 18:00       | Mun. Gironella    | 400 |
| Preconte Telde     | 4 - 4 | Femesala Elche     | 1 de abril | 18:00 (h.i) | Paco Artiles      | 150 |
| Tecnocasa Móstoles | 4 - 0 | Arturo Eyres       | 1 de abril | 18:15       | Villafontana      | 200 |
| Valencia           | 3 - 7 | Cajasur Córdoba    | 1 de abril | 19:00       | Marni             | 100 |
| Majadahonda Afar 4 | 4 - 6 | Diamante Rioja     | 1 de abril | 20:00       | La Granadilla     | 150 |
| Ourense            | 3 - 4 | Hegoalde KE        | 2 de abril | 12:00       | Los Remedios      |     |

| Soto del Real      | 8 - 3 | Mainfer Zaragoza   | 8 de abril | 17:00 | Mun. Soto Real       | 100 |
| Hegoalde KE        | 4 - 1 | Gironella          | 8 de abril | 18:00 | Usabal               |     |
| Femesala Elche     | 1 - 2 | Ourense            | 8 de abril | 18:00 | Esperanza Lag        | 100 |
| Cajasur Córdoba    | 2 - 1 | Preconte Telde     | 8 de abril | 18:30 | Guadalquivir         | 150 |
| Kettal Fuenlabrada | 5 - 3 | Majadahonda Afar 4 | 8 de abril | 19:00 | El Trigal            | 150 |
| Diamante Rioja     | 6 - 1 | Valencia           | 9 de abril | 12:00 | Pal. Deportes        | 50  |
| Arturo Eyres       | 2 - 4 | Futsi Navalcarnero | 9 de abril | 12:30 | Parquesol            | 100 |
| UCAM Murcia        | 5 - 1 | Tecnocasa Móstoles | 9 de abril | 13:30 | Príncipe de Asturias | 150 |

| Ourense            | 3 - 0 | Cajasur Córdoba    | 22 de abril | 17:00        | Los Remedios      | 250 |
| Mainfer Zaragoza   | 4 - 4 | Arturo Eyres       | 22 de abril | 18:00        | Delicias Bombarda | 200 |
| Futsi Navalcarnero | 4 - 6 | UCAM Murcia        | 22 de abril | 18:00        | La Estación       | 250 |
| Gironella          | 2 - 5 | Femesala Elche     | 22 de abril | 18:00        | Mun. Gironella    | 200 |
| Valencia           | 5 - 4 | Kettal Fuenlabrada | 22 de abril | 18:00        | Marni             | 50  |
| Preconte Telde     | 5 - 1 | Diamante Rioja     | 22 de abril | 18:00 (h.i.) | Paco Artiles      | 50  |
| Tecnocasa Móstoles | 7 - 5 | Hegoalde KE        | 22 de abril | 18:15        | Villafontana      | 200 |
| Majadahonda Afar 4 | 2 - 3 | Soto del Real      | 22 de abril | 20:00        | La Granadilla     | 100 |

| Soto del Real      | 4 - 2 | Valencia           | 29 de abril | 17:00 | Mun. Soto Real   | 100 |
| UCAM Murcia        | 1 - 5 | Arturo Eyres       | 29 de abril | 18:00 | Cabezo de Torres | 120 |
| Cajasur Córdoba    | 4 - 4 | Gironella          | 29 de abril | 18:00 | Guadalquivir     | 100 |
| Diamante Rioja     | 5 - 1 | Ourense            | 29 de abril | 18:00 | Pal. Dep. Rioja  | 200 |
| Femesala Elche     | 6 - 7 | Tecnocasa Móstoles | 29 de abril | 19:00 | Esperanza Lag    | 200 |
| Kettal Fuenlabrada | 3 - 2 | Preconte Telde     | 29 de abril | 19:00 | El Trigal        | 150 |
| Majadahonda Afar 4 | 2 - 3 | Mainfer Zaragoza   | 29 de abril | 20:00 | La Granadilla    | 100 |
| Hegoalde KE        | 5 - 6 | Futsi Navalcarnero | 30 de abril | 12:00 | Usabal           | 250 |

| Ourense            | 1 - 1 | Kettal Fuenlabrada | 6 de mayo | 17:00        | Los Remedios      | 200 |
| Mainfer Zaragoza   | 2 - 2 | UCAM Murcia        | 6 de mayo | 18:00        | Delicias Bombarda | 200 |
| Futsi Navalcarnero | 5 - 4 | Femesala Elche     | 6 de mayo | 18:00        | La Estación       | 300 |
| Gironella          | 3 - 1 | Diamante Rioja     | 6 de mayo | 18:00        | Mun. Gironella    | 300 |
| Valencia           | 4 - 3 | Majadahonda Afar 4 | 6 de mayo | 18:00        | Marni             | 50  |
| Preconte Telde     | 3 - 5 | Soto del Real      | 6 de mayo | 18:00 (h.i.) | Paco Artiles      | 100 |
| Tecnocasa Móstoles | 6 - 1 | Cajasur Córdoba    | 6 de mayo | 18:15        | Villafontana      | 250 |
| Arturo Eyres       | 3 - 5 | Hegoalde KE        | 7 de mayo | 12:30        | Parquesol         |     |

| Soto del Real      | 0 - 1 | Ourense            | 13 de mayo | 17:00 | Mun. Soto Real  | 100 |
| Femesala Elche     | 7 - 1 | Arturo Eyres       | 13 de mayo | 18:00 | Esperanza Lag   | 300 |
| Diamante Rioja     | 0 - 7 | Tecnocasa Móstoles | 13 de mayo | 18:00 | Pal. Dep. Rioja | 200 |
| Majadahonda Afar 4 | 4 - 3 | Preconte Telde     | 13 de mayo | 18:00 | La Granadilla   | 100 |
| Valencia           | 1 - 2 | Mainfer Zaragoza   | 13 de mayo | 18:00 | Marni           | 100 |
| Cajasur Córdoba    | 4 - 3 | Futsi Navalcarnero | 13 de mayo | 18:30 | Guadalquivir    | 100 |
| Kettal Fuenlabrada | 2 - 2 | Gironella          | 13 de mayo | 19:00 | El Trigal       | 200 |
| Hegoalde KE        | 6 - 2 | UCAM Murcia        | 14 de mayo | 12:00 | Usabal          | 300 |

| Hegoalde KE        | 0 - 1 | Mainfer Zaragoza   | 27 de mayo | 18:00       | Belabieta            |     |
| UCAM Murcia        | 4 - 5 | Femesala Elche     | 27 de mayo | 18:30       | Príncipe de Asturias | 300 |
| Futsi Navalcarnero | 4 - 2 | Diamante Rioja     | 27 de mayo | 18:30       | La Estación          | 150 |
| Tecnocasa Móstoles | 4 - 3 | Kettal Fuenlabrada | 27 de mayo | 18:30       | Villafontana         | 350 |
| Gironella          | 3 - 5 | Soto del Real      | 27 de mayo | 18:30       | Mun. Gironella       | 200 |
| Ourense            | 4 - 4 | Majadahonda Afar 4 | 27 de mayo | 18:30       | Los Remedios         | 200 |
| Preconte Telde     | 9 - 2 | Valencia           | 27 de mayo | 18:00 (h.i) | Los Llanos           | 500 |
| Arturo Eyres       | 5 - 5 | Cajasur Córdoba    | 28 de mayo | 12:30       | Parquesol            |     |

| Mainfer Zaragoza   | 2 - 3 | Preconte Telde     | 3 de junio | 18:00 | Delicias Bombarda | 250 |
| Femesala Elche     | 7 - 1 | Hegoalde KE        | 3 de junio | 18:30 | Esperanza Lag     | 450 |
| Cajasur Córdoba    | 7 - 7 | UCAM Murcia        | 3 de junio | 18:30 | Valdeolleros      | 150 |
| Diamante Rioja     | 4 - 2 | Arturo Eyres       | 3 de junio | 18:30 | Pal. Dep. Rioja   | 300 |
| Kettal Fuenlabrada | 2 - 7 | Futsi Navalcarnero | 3 de junio | 18:30 | El Trigal         | 250 |
| Soto del Real      | 1 - 5 | Tecnocasa Móstoles | 3 de junio | 18:30 | Mun. Soto Real    | 350 |
| Majadahonda Afar 4 | 6 - 9 | Gironella          | 3 de junio | 18:30 | La Granadilla     | 100 |
| Valencia           | 0 - 2 | Ourense            | 3 de junio | 18:30 | Marni             | 100 |